# Индийское национально-освободительное движение
Индийское национально-освободительное движение (англ. Indian independence movement) включало в себя широкий спектр политических организаций, философий, и движений, которые объединяла общая цель прекращения британского колониального господства в Южной Азии.

## Предыстория
Европейская колонизация Индии и установление британского владычества на Индийском субконтиненте — сперва в форме Британской Ост-Индской компании (1757–1857), а затем в форме Британского Раджа (1858–1947) — сопровождалось негативными последствиями наподобие разорения местных производителей, усиления эксплуатации и массового голода 1769—1773 годов в Бенгалии. 
Зачастую оно встречало сопротивление местного населения — однако антибританские силы потерпели неудачу в результате Карнатикских войн (отсчёт подчинения Бенгалии ведут с их битвы при Плесси 1757 года), Англо-майсурских войн (продлившиеся до поражения правителя княжества Майсур Типу Султана в 1799 году), Первой и Второй англо-сикхской войны (покончивших с Сикхской империей в 1849 году). 
Случались многочисленные вооружённые выступления против колонизаторов и их союзников — например, под предводительством Титумира или Паики Бакши. В 1857 году восстали сипаи (солдаты индийского происхождения в британской колониальной армии), и английские власти лишь путём больших усилий и серьёзного кровопролития смогли подавить это крупнейшее выступление. После этого вместо Ост-Индской компании Индией стала управлять непосредственно королева Виктория (с 1876 года принявшая титул императрицы Индии), от которой назначался вице-король.

## История
Первые современные организованные движения за освобождение Индии появились в Бенгалии. В начале они выступали за использование военной силы для обретения независимости, но позднее перешли к политической борьбе, главной вехой в развитии которой стало образование Индийского национального конгресса. Ему предшествовали «Восточноиндийская ассоциация», основанная Дадабхаем Наороджи в 1868 году, и «Индийская национальная ассоциация», основанная Сурендранатхом Банерджи в 1876 году.
По предложению отставного британского чиновника Аллана Октавиана Юма в 1885 году либеральные представители национальной интеллигенции учредили ИНК. На этом этапе ощущалось влияние общественно-религиозных реформаторских движений вроде Арья-самадж и Брахмо-самадж. К 1890 году оформилось и «крайнее» течение в национально-освободительном движении, возглавляемое Бал Гангадхаром Тилаком. Применяя принцип «разделяй и властвуй», вице-король Индии лорд Джордж Натаниэл Керзон в 1905 году разделил Бенгалию на Западную (индуистскую) и Восточную (мусульманскую), поощряя также выделение из общеиндийского освободительного движения Всеиндийской мусульманской лиги в 1906 году. В ответ в 1900-х годах такие движения, как Лал Бал Пал во главе с Тилаком, и деятели наподобие Шри Ауробиндо выступили поборниками более радикальных методов борьбы за политическую независимость.
В марте 1919 года был принят жёсткий Закон об охране порядка, в ответ на что ставший к тому времени известным общественным деятелем Махатма Ганди призвал провести в Индии хартал, то есть прекращение хозяйственной деятельности, всеобщую забастовку. Вскоре в стране начались волнения, что побудило Ганди отменить хартал. Но к тому времени обострилась обстановка в Пенджабе. 13 апреля 1919 года в Амритсаре войска под командованием бригадного генерала Реджинальда Дайера открыли огонь по демонстрантам, было убито не менее 379 человек.
В ходе начавшейся в 1920-е годы последней стадии борьбы за независимость Индийский национальный конгресс взял на вооружение пропагандируемую Махатмой Ганди политику ненасилия — сатьяграху. Позднее, Субхас Чандра Бос и некоторые другие лидеры начали практиковать более радикальные, военные меры в борьбе с англичанами, тогда как другие вместе с политической свободой выступали за предоставление экономических свобод индийским крестьянам. Появившийся в первых десятилетиях XX века военно-милитаристский национализм достиг своего апогея во время Второй мировой войны и послужил причиной провалившегося индо-немецкого пакта и гхадарского заговора. В этот период активизировались такие движения, как Индийская национальная армия и «Оставьте Индию».
Движение достигло своей кульминации в 1947 году, когда произошёл раздел Британской Индии и образование доминионов Индии и Пакистана. Индия оставалась доминионом британской короны до 26 января 1950 года, когда была принята Конституция Индии, объявившая страну республикой. Пакистан объявил себя республикой в 1956 году, но прошёл через ряд периодов внутренней борьбы, в ходе которых демократические свободы были приостановлены. Начавшаяся в 1971 году гражданская война переросла в военный конфликт 1971 года, в результате которого от Пакистана откололся Восточный Пакистан и на его территории образовалось независимое государство Бангладеш.
Индийское национально-освободительное движение было массовым движением, в котором приняли участие различные слои общества и которое прошло через процесс постоянной идеологической эволюции. Хотя базовой идеологией движения был антиколониализм, его также вдохновляло идея будущего независимого капиталистического развития в совокупности со светской, демократической, республиканской и либеральной политической структурой. В 1930-е годы движение приобрело ярко выраженную социалистическую ориентацию, в основном по причине всё возраставшего влияния левых элементов в Индийском национальном конгрессе и усиления Коммунистической партии Индии.